# Rakhiv (huyện)
Huyện Rakhiv (tiếng Ukraina: Рахівський район, chuyển tự: Rakhivs’kyi raion) là một huyện của tỉnh Zakarpattia thuộc Ukraina. Huyện Rakhiv nằm ở phía đông của Zakarpattia, giáp Romania ở phía nam có diện tích 1892 km², dân số theo điều tra dân số ngày 5 tháng 12 năm 2001 là 90811 người với mật độ 48 người/km2. Trung tâm huyện nằm ở Rakhiv.